# Monumento a Don Pelayo
Le Monumento a Don Pelayo est une sculpture de l'artiste espagnol Félix Alonso Arena (es) inaugurée en 1970 à Cangas de Onís, dans les Asturies.
Située en face de l'église Nuestra Señora de la Asunción, elle représente Don Pelayo († 737), fondateur du royaume des Asturies, dont la première capitale fut Cangas de Onís, et considéré comme l'initiateur de la Reconquista.
Le piédestal de la statue porte en espagnol l'inscription suivante : « DON PELAYO/PRIMER REY DE ESPAÑA » (« Don Pelayo/Premier roi d'Espagne »).